# داني تشو جي شيانغ
داني تشو جي شيانغ هو لاعب كرة قدم صيني في مركز الدفاع، ولد في 6 نوفمبر 1987 في سنغافورة. لعب مع وودلاندز ويلينغتون.

## وصلات خارجية
- داني تشو جي شيانغ على موقع قاعدة بيانات كرة القدم.إي يو (الإنجليزية)
- داني تشو جي شيانغ على موقع Soccerway.com (الإنجليزية)